# Michelle Thomas (Leichtathletin)
Michelle Thomas (* 16. Oktober 1971) ist eine ehemalige britische Sprinterin, die sich auf den 400-Meter-Lauf spezialisiert hatte.
1997 kam sie in der 4-mal-400-Meter-Staffel mit dem britischen Team bei den Hallenweltmeisterschaften in Paris und bei den Leichtathletik-Weltmeisterschaften in Athen jeweils auf den sechsten Platz.
Bei den Commonwealth Games 1998 in Kuala Lumpur erreichte sie im Einzelbewerb das Halbfinale und gewann mit der englischen 4-mal-400-Meter-Stafette Silber.

## Bestzeiten
- 400 m: 52,47 s, 3. Juli 1999, Budapest
  - Halle: 53,62 s, 14. Februar 1999, Birmingham